# The Innocence Mission
The Innocence Mission est un groupe d'indie folk originaire de Lancaster, en Pennsylvanie, composé de Karen Peris (née McCullough), de son mari (et guitariste) Don Peris et de Mike Bitts (à la basse). Bien que tous les membres du groupe contribuent à leur musique, Karen Peris est l'auteur principal.

## Biographie
Le groupe est formé en 1980 lorsque les membres se rencontrent dans le cadre d'une production scolaire catholique de Godspell,. Avant de signer avec un label, le groupe s'appelait Masquerade. Il joue à plusieurs reprises dans des clubs locaux, des événements et au lycée catholique de Lancaster. En quelques années, le groupe commence à écrire de la musique et sort en 1986 un EP autofinancé intitulé Tending the Rose Garden, dont seulement 1 000 exemplaires sont produits. La chanson Shadows issu de cet EP est enregistrée en 1988 par Amy Grant sur son album Lead Me On.
Leur premier album éponyme The Innocence Mission sort en 1989 sur A&M Records et est produit par Larry Klein, alors mari de Joni Mitchell. Enregistré dans le studio de Joni Mitchell à Los Angeles, l'album passe 10 semaines dans les charts du magazine américain Billboard, culminant à la 167e place en 1990. Larry Klein a également produit leur album suivant : Umbrella sorti en 1991.
Leur troisième album, Glow (1995), est produit par Dennis Herring, qui avait auparavant produit deux disques pour Camper Van Beethoven. Cet album est le début du style de production plus lourd de Larry Klein. La touche plus légère de Dennis Herring met davantage l'accent sur le travail de guitare du groupe, sur la voix et les paroles de Karen Perris. Glow contient des chansons qui apparaissent sur les bandes originales des films Empire Records et Dream for an Insomniac, ainsi que la série télévisée La vie à cinq . Le deuxième morceau de l'album, Bright as Yellow, a culminé à la 33e place du classement de rock moderne de Billboard.
Birds of My Neighborhood sorti en 1999 inaugure The Innocence Mission tel qu'il est aujourd'hui, après trois albums en quatuor qui sont comparés à The Sundays et 10 000 Maniacs. Lorsque le batteur Steve Brown est parti, Karen Peris (guitares, piano, orgue à pompe, accordéon, voix), Don Peris (guitares, batterie, voix) et Mike Bitts (contrebasse) sont allés de l'avant avec un son folk-pop orchestral et parfois cinématographique, un son riche en atmosphère, intrinsèquement triste, mais finalement plein d'espoir. L'album est suivi par la sortie de l'EP The Lakes of Canada, qui contient un remix de Snow du groupe électronique islandais GusGus, le seul remix du groupe à ce jour.
En 2000 le groupe sort Christ Is My Hope, contenant des chansons folkloriques et des hymnes qui les avaient inspirés au fil des années, il est distribué par leur propre label, LAMP, et tous les bénéfices des ventes du disque sont reversés à des œuvres caritatives de lutte contre la faim. Un contrat exclusif pour un album signé avec le label indépendant WhatAreRecords? suivi un an plus tard par la sortie de Small Planes.
Leur premier album sur Badman Records aux États-Unis et Agenda en Europe, Befriended, sort en 2003 et est suivi un an plus tard par une collection de berceuses, de standards, de chansons traditionnelles et classiques intitulée Now the Day Is Over. Enregistré sur deux semaines en août 2004, l'album contient leur reprise bien connue de Moon River de Henry Mancini. En 2006 Badman Records a acquis une licence pour remastériser et rééditer l'album Birds of My Neighborhood alors épuisé.
We Walked in Song sort en 2007 et comprend la chanson Brotherhood of Man, qui apparaît dans deux films acclamés par la critique : le documentaire The Human Experience et le court métrage Weathered, avec Tony Hale et Nicole Parker, qui présente également une nouvelle version de la chanson Our Harry. Également sur cet album : Happy Birthday et la chanson de clôture Over the Moon, qui sont tous deux présentés dans le film de Julia Roberts : Fireflies in the Garden.
Le 6 juin 2008, soit le septième jour du vol, Bright as Yellow a été joué comme réveil officiel de la NASA pour l'équipage de la mission de la navette spatiale STS-124.
Street Map sort en décembre 2008 et est le deuxième disque à être distribué sur leur propre label LAMP, tandis que leur huitième album studio, My Room in the Trees, sort le 13 juillet 2010. Leur neuvième album studio, Hello I Feel the Same, sort le 17 octobre 2015 suivi de Sun on the Square en 2018. Leur onzième album studio, See You Tomorrow, sort le 17 janvier 2020.
Don Peris enregistre quatre albums solo : Ten Silver Slide Trombones (2001), Go When the Morning Shineth (2006), principalement instrumental, qui comprend une contribution vocale de Karen Peris sur North Atlantic Sand, et un album instrumental solo de guitare, Brighter Visions Beam Afar (2007), qui a servi à collecter des fonds pour les banques alimentaires locales. Son quatrième album studio, The Old Century, sort le 7 mai 2013. Karen Peris sort son premier album solo, Violet, le 3 décembre 2012. L'album de dix chansons est joué principalement au piano et comprend six compositions instrumentales. Don Peris apparaît en tant que guitariste sur deux chansons, tandis que les deux enfants du couple jouent du violon et de l'alto sur deux autres chansons. Une version de l'album contenant deux titres bonus, First Days in the City et Getting Here, est sortie au Japon sur P-Vine Records le 15 mai 2013,.
Sufjan Stevens qualifie la musique de The Innocence Mission d' "émouvante et profonde", ajoutant : "Ce qui rend les paroles de Karen Peris si remarquables, c'est l'économie des mots, le langage sensoriel, les substantifs et les objets du quotidien prennent un sens énorme." .

## Discographie

### Albums studio
- 1989 : The Innocence Mission
- 1991 : Umbrella
- 1995 : Glow
- 1999 : Birds of My Neighborhood
- 2000 : Christ Is My hope
- 2001 : Small Planes
- 2003 : Befriended
- 2004 : Now the Day Is Over
- 2007 : We Walked in Song
- 2010 : My Room in the Trees
- 2015 : Hello I Feel the Same
- 2018 : Sun on the Square
- 2020 : See You Tomorrow
- 2022 : Geranium Lake
- 2024 : Midwinter Swimmers

### EPs
- 2009 : Street Map
- 2017 : The snow on pi day

### Singles
- 2016 : Trip
- 2018 : Green Bus
- 2018 : Look out from Your Window
- 2019 : The lakes of Canada 2019
- 2019 : On Your Side
- 2019 : This Boat
- 2020 : The Brothers Williams Said
- 2022 : Speak Our Minds (Demo)

## Cinéma et télévision
- 2018 : Irreplaceable You - chanson : Tomorrow on the Runway
- 2012 : Le Monde de Charlie - chanson : Evensong
- 2011 : Fireflies in the Garden - chansons : Over the Moon et Happy Birthday
- 2011 : Grey's Anatomy - chanson : Rain (Setting out in the Leaf Boat)
- 2011 : Ein Tick anders (en) - chanson : Tomorrow on the Runway
- 2009 : Weathered - chansons : Brotherhood of Man et Our Harry
- 2008 : The Human Experience - chansons : Brotherhood of Man et Moon River
- 1996 : Rêve pour une insomniaque - chanson : Keeping Awake
- 1996 : La Vie à cinq - chanson : Everything's Different Now
- 1995 : Empire Records - chanson : Bright as Yellow
- 1990 : Beverly Hills 90210 « Pilot / Class Of Beverly Hills, Parts 1 & 2 » - chanson Clear to you

## Collaborations
- 2021 : Lost Horizons, In Quiet Moments - Karen
- 2017 : Lost Horizons, Ojalá - Karen
- 2005 : Denison Witmer, Are You a Dreamer ? - Don et Karen, produit et conçu par Don
- 1998 : Natalie Merchant, Ophélie - Karen et Don
- 1991 : Joni Mitchell, Night Ride Home - Karen
- 1990 : John Hiatt, Stolen Moments - Karen